# Epitoxus corycaeus
Epitoxus corycaeus är en skalbaggsart som beskrevs av Lewis 1900. Epitoxus corycaeus ingår i släktet Epitoxus och familjen stumpbaggar. Inga underarter finns listade i Catalogue of Life.